# 宇宙ハワイfeat.ハナレグミ
宇宙ハワイfeat.ハナレグミ（うちゅう - ）は、アルファのメジャー11枚目のシングル。発売元は東芝EMI。

## 概要
- 2005年の「PASSION」以来約2年ぶりのシングルである。
- 客演として迎えたハナレグミは、「サンオイル」以来2度目の参加となる。ハナレグミも同じく東芝EMI所属である。
- 当初は6月27日にミニアルバムとしてリリース予定だったが、シングルとしてリリースとなった。

## 収録曲
1. 宇宙ハワイ feat.ハナレグミ 
作詞:アルファ /永積タカシ,作曲:アルファ /永積タカシ /小田真,編曲:DJ SUZUKI /小田真
2. 宇宙銀座 
作詞:アルファ,作曲:アルファ /小田真,編曲:DJ SUZUKI /小田真
3. 宇宙ハワイ（radio edit）

## タイアップ
1. 宇宙ハワイ feat.ハナレグミ
2. フジテレビ系「HEY!HEY!HEY! MUSIC CHAMP」エンディングテーマ（6、7月度）